# Anna Rüh
Anna Rüh, née le 17 juin 1993 à Greifswald, est une athlète allemande spécialiste des lancers du poids et du disque.

## Biographie
Elle remporte deux médailles lors des Championnats d'Europe juniors de 2011 à Tallinn : 
- l'argent au lancer du disque, en terminant derrière sa compatriote Shanice Craft ;
- le bronze au lancer du poids.

Troisième des Championnats d'Allemagne en 2012, elle participe aux Championnats d'Europe d'Helsinki et termine au pied du podium avec un jet à 62,65 m.
En juillet 2012 à Barcelone, Anna Rüh devient championne du monde junior en envoyant son disque à 62,38 m, devançant en cela Shanice Craft, médaille d'or du lancer du poids, et l'Américaine Shelbi Vaughan.
Aux Jeux olympiques de 2012 à Londres, initialement dixième du lancer du disque, elle est reclassée neuvième après la disqualification pour dopage de la Russe Darya Pishchalnikova,.

## Palmarès
| Date | Compétition                          | Lieu             | Résultat | Épreuve | Marque  |
| ---- | ------------------------------------ | ---------------- | -------- | ------- | ------- |
| 2011 | Championnats d'Europe juniors        | Tallinn          | 3e       | Poids   | 16,01 m |
| 2011 | Championnats d'Europe juniors        | Tallinn          | 2e       | Disque  | 58,10 m |
| 2012 | Championnats d'Europe                | Helsinki         | 4e       | Disque  | 62,65 m |
| 2012 | Championnats du monde juniors        | Barcelone        | 1re      | Disque  | 62,38 m |
| 2012 | Jeux olympiques                      | Londres          | 9e       | Disque  | 61,36 m |
| 2013 | Championnats d'Europe espoirs        | Tampere          | 1re      | Disque  | 61,45 m |
| 2013 | Ligue de diamant                     | Ligue de diamant | 6e       | Disque  | détails |
| 2014 | Coupe d'Europe hivernale des lancers | Leiria           | 2e       | Disque  | 63,21 m |
| 2014 | Championnats d'Europe                | Zurich           | 4e       | Disque  | 62,46 m |
| 2015 | Championnats d'Europe espoirs        | Tallinn          | 2e       | Disque  | 61,27 m |

## Records
| Épreuve          | Performance | Lieu      | Date            |
| ---------------- | ----------- | --------- | --------------- |
| Lancer du poids  | 16,01 m     | Tallinn   | 23 juillet 2011 |
| Lancer du disque | 64,33 m     | Wiesbaden | 19 mai 2013     |